# Aeroportul Ralph M. Calhoun Memorial
Aeroportul Ralph M. Calhoun Memorial (IATA: TAL, ICAO: PATA, FAA LID: TAL) este un aeroport din Alaska, Statele Unite ale Americii ce deservește zona Tanana⁠(d). Aeroportul a fost tranzitat în 2019 de 4.722 de pasageri.
Situat la o altitudine de 72 m, aeroportul dispune de 1 pistă. Este operat de Alaska Department of Transportation & Public Facilities⁠(d).

## Infrastructură

### Piste
Aeroportul dispune de o singură pistă. Pista 07/25 are suprafața de pietriș și dimensiunile 4.400 picioare × 100 picioare. 